# Barbiturater

Barbiturater är derivat av barbitursyra.

Barbiturater kallas en äldre typ av läkemedel, framställda av barbitursyra. De konstruerades i början på 1900-talet och användes mot sömnproblem, ångest och epilepsi. Barbiturater var under första hälften av 1900-talet standardpreparatet för behandling av orostillstånd och sömnlöshet. Först på 1940-talet förstod man att preparaten kunde ge upphov till ett kraftigt fysiskt beroende med svåra abstinenstillstånd, med bland annat epileptiska anfall.

## Verkningar
Barbiturater har en rad negativa effekter, bland annat att de i höga doser hämmar andning- och hjärtverksamhet vilket i värsta fall leder till omedelbar död. Barbiturater påverkar även nedbrytning och metabolism av andra läkemedel genom att inducera leverenzym i enzymgruppen Cytokrom P450. Idag har nästan all användning av barbiturater upphört till förmån för bensodiazepinerna. Numera används de endast till behandling av epilepsi och till narkos som anestetikum samt i mycket liten omfattning även till patienter som inte svarar på bensodiazepiner eller de moderna SSRI.
Barbiturater har samma verkningsmekanism som bensodiazepiner; de binder till en modulatorisk subenhet på GABA-receptorn vilket leder till ökat inflöde av kloridjoner när GABA binder till receptorn. Den största delen av läkemedel som innehåller barbiturater är idag olagliga i Sverige.

## Olika barbiturater
- Allobarbital
- Amobarbital
- Aprobarbital
- Barbital
- Butalbarbital
- Butobarbital
- Cyklobarbital
- Fenobarbital
- Heptabarbital
- Pentobarbital
- Sekobarbital
- Tiopentalnatrium
- Pentobarbitalnatrium
- Vinylbital